# Lucho Cáceres
Luis Alberto Cáceres Andrade (Lima, 12 de agosto de 1969), más conocido como Lucho Cáceres, es un actor peruano. Obtuvo el premio al mejor actor del Festival de Cine de Lima en 2016. Previamente estudió derecho en la Universidad de Lima durante los años 1990. Actualmente tiene una hija.

## Biografía
Nació en Lima en 1969.
Estudió Derecho en la Universidad de Lima.
En 1994, debutó en el teatro con la obra En algún lugar del corazón del director Tito Salas.
Fue modelo del programa Gisela en América y reportero del programa Mundo Agrario, ambos de América Televisión.
En 1998, participó en la telenovela Amor Serrano, producida por Michel Gomez para Frecuencia Latina.
De 2001 a 2004 , formó parte del elenco de la teleserie Mil oficios, producida por Efraín Aguilar y transmitida por Panamericana Televisión.
De 2004 a 2008 participó en Así es la vida, producida por Efraín Aguilar y transmitida por América Televisión.
Entre 2008 y 2009 fue conductor del programa Fotogénicas de Telemundo junto al actor Christian Ysla.
Entre 2017 y 2021 participó en la serie De vuelta al barrio de América Televisión como Jorge "Coco" Gutiérrez.
En el 2019, los hermanos Daniel y Diego Vega lo convocarían para encarnar a uno de los personajes más emblemáticos de la salsa portorriqueña, Héctor Lavoe, en la serie El día de mi suerte.
En la actualidad se encuentra alejado de la televisión, es profesor de un teatro que queda en Miraflores, donde capacita nuevos actores invidentes. También es uno de los más grandes críticos de la presentadora Magaly Medina, debido a los calificativos y críticas que le hizo.

## Carrera

### Películas
- Cielo oscuro (2012)[4] como Antonio Cárdenas
- Sueños de gloria (2013)[5]
- El evangelio de la carne (2013) como Ramírez
- El elefante desaparecido (2014) como Rafael Pineda / Felipe Aranda
- NN: Sin identidad (2014)
- Planta madre (2015)
- Oliver's Deal (2015) como Dr. Cerrón[6]
- La última tarde (2016) como Ramón
- No estamos solos (2016)
- Guerrero (2016) como Entrenador de la Alianza Lima
- Ven - cortometraje (2016)
- Cebiche de tiburón (2017)[7][8]
- Amigos en Apuros (2018) como Manolo
- La pasión de Javier (2019) como Jorge Heraud
- La piel más temida (2023)

### Televisión

#### Series de televisión
- La Rica Vicky (1997)
- Amor Serrano (1998—1999) como Antenor del Valle.
- Mil oficios (2001-2002) como Enrique "Quique" Palacios Gómez.
- Así es la vida (2004-2005) como Carlos Chacón.
- Dina Paucar el sueño continua (2004)
- La gran sangre (2006) como Cobra.
- Camino a casa (2006) como el Chancay
- Yuru, la princesa amazónica (2007) como Tunche
- Golpe a golpe (2007) como Francis.[9]
- Por la Sarita (2007) como Ramiro.
- Néctar en el cielo (2007) como El Gringo Johnson / Juani Serrano
- Los Jotitas (2008) como Juan José Oré.[10]
- El Cartel de los Sapos (2008) como Agente Mike Mendoza (cameo en dos capítulos).
- Magnolia Merino (2008-2009) como Percy
- Puro corazón: la historia del Grupo 5 (2010) como Ronaldo Castro.[11]
- Chico de mi barrio (2010)
- Gamarra (2011) como Oliverio Barrientos
- La Tayson, corazón rebelde (2012) como Ramón
- Derecho de familia (2013).[12]
- Comando Alfa (2014) como Javier Bolívar.
- Hotel Otelo (2014)[13]
- Somos family (2015) como Arturo Montoya.
- El regreso de Lucas (2016) como Frank Mezzonet.
- De vuelta al barrio (2017-2021) como Jorge Ricardo "Coco" Gutiérrez Mendoza.
- El día de mi suerte (2019) como Antonio Gómez Huamán/Héctor Lavoe.
- Conversación en La Catedral (NA) como Cayo Bermúdez.

#### Programas de televisión
- Fotogénicas (2008-2009)[14]
- Enemigos públicos (2011) como Mamá Yola.[15]
- EGS: El Artista del Año (2018) Jurado.
- Locos en el tiempo (2017 - presente).

### Teatro
- En algún lugar del corazón (1994)
- La Caperucita, un espectáculo feroz (2012)[16]
- La Fiaca (2012)[17]
- El Cielo no quita lo ciego (2014), director[18]
- Isla Buenavista (2014), director[18]
- Love, Love, Love (2015), director[19]
- Nunca llueve en Lima (2016)[20]
- La sangre del presidente (2016) como Ricardo.
- Me tienes harto (2023)[21]
- Quemar el bosque contigo adentro (2023) como "Padre"

## Premios y nominaciones
| Año  | Premio                       | Categoría                  | Nominado                              | Resultado       |
| ---- | ---------------------------- | -------------------------- | ------------------------------------- | --------------- |
| 2014 | Premios Platino              | Mejor intérprete masculino | Él mismo por El evangelio de la carne | Preseleccionado |
| 2016 | 20° Festival de Cine de Lima | Mejor actor                | Él mismo por La última tarde          | Ganador         |